# Acoma howdenorum
Acoma howdenorum är en skalbaggsart som beskrevs av Robert Warner 2011. Acoma howdenorum ingår i släktet Acoma och familjen Pleocomidae. Inga underarter finns listade i Catalogue of Life.